# Dasysyrphus licinus
Dasysyrphus licinus är en tvåvingeart som beskrevs av He 1991. Dasysyrphus licinus ingår i släktet skogsblomflugor, och familjen blomflugor. Inga underarter finns listade i Catalogue of Life.